# 가쓰마타촌
가쓰마타촌(일본어: 勝間田村)은 일본 시즈오카현의 중부, 하이바라군에 있던 촌이다. 현재의 마키노하라시 북서부(일부는 시마다시)에 해당한다.

## 역사
- 1889년 4월 1일 - 정촌제 시행에 의해 하이바라군 가쓰마타촌이 성립하였다.
- 1955년 4월 29일 - 가와사키정, 사카베촌과 합병해 하이바라정이 성립하여, 동일 가쓰마타촌은 폐지되었다.
- 1956년  11월 1일 - 하이바라정의 일부(오아자키야마, 마키노하라의 일부)가 가나야정에 편입되었다.

## 참고 문헌
- 角川日本地名大辞典編纂委員会,『角川日本地名大辞典 22 静岡県』, 角川書店, 1978年, ISBN 4040012208